# Pontacq
Pontacq – miejscowość i gmina we Francji, w regionie Nowa Akwitania, w departamencie Pireneje Atlantyckie.
Według danych na rok 1990 gminę zamieszkiwały 2683 osoby, a gęstość zaludnienia wynosiła 93 osób/km² (wśród 2290 gmin Akwitanii Pontacq plasuje się na 163. miejscu pod względem liczby ludności, natomiast pod względem powierzchni na miejscu 299.).
Urodził się tutaj Joseph Barbanègre, francuski generał brygady (piechota), bohater wielu bitew wojen napoleońskich.